# تغییر بازی
تغییر بازی (تغییر بازی: اوباما و کلینتون، مک کین و پالین و رقابت ابدی)(به انگلیسی: Game Change: Obama and the Clintons, McCain and Palin, and the Race of a Lifetime) نام کتابی است که در مورد پشت پرده‌های انتخابات ریاست‌جمهوری ایالات متحده آمریکا (۲۰۰۸) نوشته و از سوی انتشارات هارپرکالین منتشر شده‌است.
این کتاب نوشته جان هیلمن خبرنگار و ستون‌نویس روزنامه‌های نیویورک‌مگزین و اکونومیست به همراه مارک هالپرین تحلیلگر سیاسی مجله تایم است.
این کتاب علاوه بر انتشار در آمریکا در بریتانیا نیز منتشر شده‌است.

## موضوع
نویسندگان در این کتاب به نکاتی از پشت پرده انتخابات ریاست‌جمهوری ایالات متحده آمریکا (۲۰۰۸) اشاره کرده‌اند که می‌تواند تا حدودی رقابت ظاهری کاندیدها را زیر سؤال ببرد.
هیلمن و هالپرین اعتقاد دارند تمام حوادث و اتفاقات قبل از انتخابات در جهت پیروزی اوباما پیش رفته و حتی تلفن‌های شخصی مک کین و اوباما برای استخدام معاونان خود؛ سارا پالین و هیلاری کلینتون بازی تبلیغاتی برای بالابردن جنجال‌های انتخاباتی بوده‌است و در حقیقت همه چیز پرده‌ای رنگ آمیزی شده از یک سناریوی از پیش تعیین شده بوده‌است.
نویسندگان با استناد سیصد مصاحبه با افرادی که در متن این داستان قرار داشتند سوالات متعددی در چگونگی پیروزی اوباما و کناره گیری هیلاری و پیوستن او به اوباما بعد از انتخاب وی به عنوان رئیس‌جمهور سیاه پوست آمریکا مطرح می‌کنند که در جریان پاسخ‌ها مشخص می‌شود این انتخابات نیز در ادامه بازی دائمی افراد معدودی پشت پرده کاخ سفید بوده‌است.

## نظرات در مورد کتاب
بسیاری از کارشناسان و صاحب نظران سیاسی اعتقاد دارند این کتاب می‌تواند مهم‌ترین منبع اطلاعاتی برای هدایت خواننده به درون سیستم ماشین انتخاباتی اوباما باشد جایی که کارمندان و اطرافیانی که برای این منظور استخدام شده بودند وی را مسیح سیاه پوست می‌دیدند یا اینکه این طور به آن‌ها دیکته شده بود.
«تغییر بازی» در سال ۲۰۱۰ در راس فهرست کتاب‌های پرفروش غیرداستانی نیویورک تایمز قرار داشت.

## ساخت فیلم
بر اساس کتاب فیلم تغییر بازی ساخته شد.